# أليكس لوبيز
أليكس لوبيز (بالإنجليزية: Alex Lopez)‏ هي ممثلة نيجيرية، ولدت في 1980 في جوس في نيجيريا.

## النشأة
أليكس لوبيز هي من أصول أفريقية برازيلية ونيجيرية (الإيغبو). ولدت في مدينة جوس، وهي الطفلة الثانية ضمن عائلة مكونة من خمس فتيات وصبي.

## وصلات خارجية
- أليكس لوبيز على موقع IMDb (الإنجليزية)